# Ivan Stojanov (1949)
Ivan Stojanov (in bulgaro Иван Стоянов?, traslitterazione anglosassone Ivan Stoyanov; Sofia, 20 gennaio 1949 – 10 dicembre 2017) è stato un calciatore bulgaro, di ruolo difensore.

## Carriera
Con la Nazionale bulgara ha preso parte ai Mondiali 1974.